# 브로사르역
브로사르역(프랑스어: Station Brossard)은 캐나다 퀘벡주 브로사르에 있는 몬트리올 광역급행철도 (REM)의 남부 종착역이자 몬트리올 강 남부 지역의 광역 터미널로, 10번 고속도로와 30번 고속도로의 분기점 남서쪽에 위치해있으며, 불바르 드 롬에 위치해있다. 이 역은 2023년 7월 29일에 몬트리올 상트랄역에서 브로사르까지 광역급행철도 1단계 구간이 개통하면서 경전철역으로 개통하였으며, 버스 터미널도 2023년 7월 31일에 개통하였다.

## 위치
브로사르역은 몬트리올과 셰르브루크를 잇는 10번 고속도로와 보드뢰유에서 소렐-트레이시까지 세인트로렌스강 남부 지역을 동서로 잇는 30번 고속도로의 분기점 바로 남서쪽에 위치해있다. 역 북쪽으로는 브로사르의 복합 쇼핑몰인 DIX30의 각종 상가가 입점해있고, 역 남쪽에는 히드로퀘벡 라프레리 변전소와 겨울에 썰매와 스키 등을 탈 수 있는 브로사르 야외공원이 위치해있다. 역 바로 동쪽에는 광역급행철도의 운행 관제소가 위치해있으며, 이곳에서 무인 경전철 제어가 이루어진다.
버스 터미널 시설은 역 바로 남쪽에 위치해있으며, 이곳에서 몬트리올 강 남쪽의 교외 지역으로 이어지는 시내버스와 광역버스를 이용할 수 있다.

## 역사
2016년 4월 22일, 몬트리올 시장과 퀘벡 연금보험 및 투자신탁공사 (Caisse de dépôt et placement du Québec, CDPQ)는 광역전기철도 (Réseau électrique métropolitain, REM)라는 사업을 공식 발표하였다. 총 길이 67km의 무인 자동 경전철 노선인 광역전기철도는 브로사르에서 몬트리올 시내의 몬트리올 상트랄역을 거쳐 몬트리올 트뤼도 국제공항, 몬트리올섬 서부와 세인트로렌스강 북쪽의 두몽타뉴를 잇는 노선이다. 광역전기철도라는 이름은 설계 도중에 광역급행철도 (Réseau express métropolitain)로 이름을 바꾸었으며, 2018년 4월 12일에 착공하였다.
2018년 8월부터 2019년까지는 광역급행철도의 첫 고가 선로 기둥이 브로사르역에서 뒤 카르티에역까지 하나둘씩 세워지기 시작했다. 이 기둥은 10번 고속도로 정중앙에서 고속도로 분기점 남서쪽으로 이어지는 고가 선로의 기둥이다. 2019년 7월에는 불바르 르둑에서 뒤 카르티에역까지 10번 고속도로를 따라 광역급행철도의 첫 선로가 설치되었으며, 또한 브로사르역으로 이어지는 고가선로도 마무리되었다. 또한 역 골조와 근처에 있는 차량기지 건물도 지어졌다.
처음에 세인트로렌스강 남부에 있는 역이라고 해서 리브쉬드역 (Station Rive-Sud)이라는 이름으로 불린 이 역은 2020년 6월에 지역 이름을 따서 브로사르역으로 이름이 변경되었다.
2021년 1월에 들어서서는 브로사르역 근처 선로가 다 놓였고 반입된 전동차의 시범 운행이 시작되었다. 2022년에는 몬트리올 시내까지 모든 선로가 다 놓여 전철화되었고 1단계 전 구간에 걸쳐 시범 운행에 들어갔다. 개통 예정일은 코로나19와 각종 공사 지연으로 몇 차례 지연되었으며, 2023년 6월 7일에 실제 운행 상황을 가정한 마지막 시운전을 거쳐 2023년 7월 29일에 개통하여 이틀 동안 무료로 운행하였고, 상업 운행은 이틀 뒤인 7월 31일에 개시하였다.
브로사르역이 개통하면서 기존에 사뮈엘 드 샹플랭교를 건너 몬트리올 시내까지 이어지던 RTL 시내버스와 엑소의 광역버스는 2023년 7월 31일부로 브로사르역이나 파나마 터미널에 종착하게 되었다. 또한 2023년 8월 21일부로 RTL의 버스 노선 개편으로 버스 노선 다수가 변경되고 기존에 샹플랭교를 건너는 버스 때문에 1시간 간격으로 운행하던 시내버스 노선들이 약 30분 간격으로 배차 간격이 줄어드는 등 시내버스 배차가 증가한다.

## 시설
브로사르역은 출입구가 두 곳이 있는데, 북쪽 출입구는 주차장과 보행자 및 자전거 전용 통로로 이어지며, 남쪽 출입구는 버스 터미널로 이어진다. 이 역은 1층에는 출입구와 자동판매기, 버스 터미널이 있고 2층에는 승강장이 있는 복층 구조이다. 출입구에서 승강장까지는 계단과 엘리베이터로 이어진다. 승강장은 2면 3선으로, 도착 승강장과 출발 승강장이 분리되어있다.
역에는 50대 규모의 자전거 거치대가 있으며, 이 중 25대는 천장이 있어서 비나 눈으로부터 자전거를 보호한다. 자전거 거치대는 남쪽 출입구 근처에 위치해있으다. 역에는 2,948대 규모의 주차장이 있으며, 이 중 2,099대는 무료 주차 공간이고 849대는 유료 주차 공간이다. 이 중 34대는 장애인 전용 주차 공간이고 106대는 카셰어링, 60대는 전기차 전용 주차 공간으로 충전 시설이 구비되어있다. 주차장으로 들어가는 방법은 총 세 가지인데, 불바르 드 롬을 통해, 10번 고속도로에 새로 생긴 램프나 30번 고속도로 램프를 통해 진입할 수 있다. 한편 역으로 마중 나오는 차량을 위한 정차 공간이 역 북쪽과 남쪽 출입구 앞에 마련되어 있고, 택시 승강장은 역 남쪽 출입구 앞에 마련되어있다. 장애인 콜택시 또한 역 남쪽 출입구 앞에 정차한다.
브로사르역에 정차하는 모든 버스는 역 남쪽에 있는 브로사르 터미널에 정차한다. 21개 승강장으로 이루어진 이 터미널에는 자동판매기와 화장실이 있으며, 조만간 터미널에 매표소와 상가도 입점할 예정이다.

## 운행 계통
광역급행철도 1단계 구간이 개통한 현 시점에서는 모든 열차가 브로사르역과 몬트리올 상트랄역 구간을 운행한다. 몬트리올 방면 첫차는 매일 오전 5시 30분, 막차는 평일 오전 12시 48분, 토요일 오전 1시 15분, 일요일 오전 12시 45분이다. 2023년 8월 현재 배차 간격은 출퇴근 시간대에 3분 45초 간격으로 운행하며, 평시와 주말에는 7분 30초 간격으로 운행한다. 배차 간격은 추후 수요와 2단계 개통에 따라 탄력적으로 조정될 예정이다.

## 공공 미술
이 역에는 데이비드 암스트롱 6세의 미술 작품인 《승객》 (Les passagers)이 곧 설치될 예정이다. 이폭화로 제작된 이 작품은 역 양쪽 출입구에 위치해있으며 두 명의 추상적인 승객을 그려낸다. 이 이폭화는 주조 청동, 물결치는 리본과 밝은 색상이 번갈아 가며 결합된 집합체로, 보는 이의 시선이 현실과 얽힌 해석 사이를 방황한다. 작가의 시각에서 식물과 동물의 매력을 지닌 이 두 인물은 분명히 여행 가방이나 배낭을 든 사람으로, 과거와 미래에 모두 속해있다. 데이비드 암스트롱 6세는 이 두 작품을 생동감 있게 물결치는 형상으로 조각하였고, 이 형상은 마치 다른 시간에서 온 두 용감한 여행자가 영원한 움직임에 사로잡힌 것처럼 보이도록 각색하였다.
작가에 따르면 브로사르역 한쪽 끝자락에 위치한 부지를 바라보며 기차 여행이라는 독특하면서도 일상적인 경험에서 영감을 받은 수많은 예술적 일화와 철학적 성찰을 통해 이 작품에 대한 영감을 받았다고 덧붙였다.

## 버스 연결편
2023년 8월 21일 기준 브로사르역에는 롱괴유 교통망 (RTL) 시내버스 9개, 엑소 광역버스 17개 등 총 26개 노선이 정차한다.

### 롱괴유 교통망
| 노선 | 노선                               | 노선                                            | 종점                | 종점     | 종점                                    | 승강장 | 비고                                                                    |
| ---- | ---------------------------------- | ----------------------------------------------- | ------------------- | -------- | --------------------------------------- | ------ | ----------------------------------------------------------------------- |
| 4    | 타쉐로 / 페이예 / DIX30            | Taschereau / Payer / DIX30                      | 브로사르 브로사르역 | ↔        | 롱괴유 롱괴유 터미널                    | 6      | 매일 상시 운행                                                          |
| 14   | 롬 / DIX30                         | Rome / DIX30                                    | 브로사르 브로사르역 | ↔        | 롱괴유 롱괴유 터미널 (파나마역 경유)    | 6      | 평일 상시 운행                                                          |
| 32   | 브로사르 B 지구 / 마운틴뷰         | Secteur B Brossard / Mountainview               | 브로사르 브로사르역 | ↔        | 생튀베르 불바르 마운틴뷰                | 9      | 매일 상시 운행                                                          |
| 38   | 셰브리에 / 브로사르 B 지구         | Chevrier / Secteur B Brossard                   | 브로사르 파나마역   | ↔        | 브로사르 브로사르역                     | 7      | 매일 상시 운행                                                          |
| 47   | 브로사르 R, S, T 지구              | Secteurs R-S-T Brossard                         | 브로사르 파나마역   | ↔        | 브로사르 브로사르역                     | 8      | 매일 상시 운행                                                          |
| 132  | DIX30 / 파크 드 라 시테 / 마운틴뷰 | DIX30 / Parc de la Cité / Mountainview          | 브로사르 브로사르역 | ↔        | 생튀베르 킴버 / 레오나르                | 9      | 매일 상시 운행                                                          |
| 192  | 브로사르역 / 몽타르빌 / 이본 뒤켓  | Station Brossard / Montarville / Yvonne-Duckett | 브로사르 브로사르역 | ← AM→ PM | 생브루노드몽타르빌 세뇌리알 환승 주차장 | 7      | 브로사르 방면 평일 출근 시간대에, 생브루노 방면 평일 퇴근 시간대에 운행 |

### 엑소
| 노선 | 노선                                                | 노선                                                    | 종점                                     | 종점     | 종점                                              | 승강장 | 비고                                                                    |
| ---- | --------------------------------------------------- | ------------------------------------------------------- | ---------------------------------------- | -------- | ------------------------------------------------- | ------ | ----------------------------------------------------------------------- |
| 300  | 생티야생트 / 브로사르 터미널                        | Saint-Hyacinthe / Terminus Brossard                     | 브로사르 브로사르역                      | ↔        | 생티야생트 생티야생트 터미널 (몽생틸레르역 경유)  | 4      | 생티야생트 방면 평일 정오부터 오후 10시 30분까지 운행                   |
| 450  | 라프레리 (막델렌) / 브로사르 터미널                 | La Prairie (Magdeleine) / Terminus Brossard             | 라프레리 드 생장 / 뒤 메르               | → AM← PM | 브로사르 브로사르역                               | 18     | 브로사르 방면 평일 출근 시간대에, 라프레리 방면 평일 퇴근 시간대에 운행 |
| 451  | 라프레리 (브리케트리) / 브로사르 터미널             | La Prairie (Briqueterie) / Terminus Brossard            | 라프레리 자크 마르탱 / 브누아 샤를부아 I | → AM← PM | 브로사르 브로사르역                               | 17     | 브로사르 방면 평일 출근 시간대에, 라프레리 방면 평일 퇴근 시간대에 운행 |
| 452  | 라프레리 (생비오시테, 브리케트리) / 브로사르 터미널 | La Prairie (Symbiocité-Briqueterie) / Terminus Brossard | 라프레리 자크 마르탱 / 브누아 샤를부아 I | → AM← PM | 브로사르 브로사르역                               | 17     | 브로사르 방면 평일 출근 시간대에, 라프레리 방면 평일 퇴근 시간대에 운행 |
| 454  | 칸디악 (샤를마뉴) / 브로사르 터미널                 | Candiac (Charlemagne) / Terminus Brossard               | 칸디악 몽캄 / 발작                       | → AM← PM | 브로사르 브로사르역                               | 17     | 브로사르 방면 평일 출근 시간대에, 칸디악 방면 평일 퇴근 시간대에 운행   |
| 455  | 칸디악 (도빌) / 브로사르 터미널                     | Candiac (Deauville) / Terminus Brossard                 | 칸디악 몽캄 / 도퇴유                     | → AM← PM | 브로사르 브로사르역                               | 19     | 브로사르 방면 평일 출근 시간대에, 칸디악 방면 평일 퇴근 시간대에 운행   |
| 456  | 칸디악 (푸케) / 브로사르 터미널                     | Candiac (Fouquet) / Terminus Brossard                   | 칸디악 엥델 / 플라스 알리팍스            | → AM← PM | 브로사르 브로사르역                               | 18     | 브로사르 방면 평일 출근 시간대에, 칸디악 방면 평일 퇴근 시간대에 운행   |
| 457  | 생필립 / 브로사르 터미널                            | Saint-Philippe / Terminus Brossard                      | 생필립 에두아르 세트 / 모네트            | → AM← PM | 브로사르 브로사르역                               | 18     | 브로사르 방면 평일 출근 시간대에, 생필립 방면 평일 퇴근 시간대에 운행   |
| 481  | 샹블리 / 브로사르 터미널                            | Chambly / Terminus Brossard                             | 브로사르 브로사르역                      | ↔        | 샹블리 샹블리 터미널                              | 13     | 매일 상시 운행                                                          |
| 482  | 샹블리 (프랑케 - 프레쉐트) / 브로사르 터미널        | Chambly (Franquet - Fréchette) / Terminus Brossard      | 브로사르 브로사르역                      | ← AM→ PM | 샹블리 프랑케 / 앵뒤스트리엘 (샹블리 터미널 경유) | 13     | 브로사르 방면 평일 출근 시간대, 샹블리 방면 평일 퇴근 시간대 운행       |
| 483  | 카리냥 (벨리브 - 앙리에트) / 브로사르 터미널        | Carignan (Bellerive - Henriette) / Terminus Brossard    | 브로사르 브로사르역                      | ← AM→ PM | 카리냥 포부르 카리냥                              | 3      | 브로사르 방면 평일 출근 시간대, 카리냥 방면 평일 퇴근 시간대 운행       |
| 484  | 카리냥 (일오리에브르) / 브로사르 터미널             | Carignan (Île aux Lièvres) / Terminus Brossard          | 브로사르 브로사르역                      | ← AM→ PM | 카리냥 마르텔 / 장 드 론세레이                    | 3      | 브로사르 방면 평일 출근 시간대, 카리냥 방면 평일 퇴근 시간대 운행       |
| 485  | 샹블리 (르벨 - 프레쉐트) / 브로사르 터미널          | Chambly (Lebel - Fréchette) / Terminus Brossard         | 브로사르 브로사르역                      | ← AM→ PM | 샹블리 부르고뉴 / 생자크                          | 15     | 브로사르 방면 평일 출근 시간대, 샹블리 방면 평일 퇴근 시간대 운행       |
| 486  | 마리빌 / 브로사르 터미널                            | Marieville / Terminus Brossard                          | 브로사르 브로사르역                      | ← AM→ PM | 마리빌 클로드 드 람제 / 데 로지에                 | 3      | 브로사르 방면 평일 출근 시간대, 마리빌 방면 평일 퇴근 시간대 운행       |
| 487  | 샹블리 (앵뒤스트리엘) / 브로사르 터미널             | Chambly (Industriel) / Terminus Brossard                | 브로사르 브로사르역                      | ← AM→ PM | 샹블리 프랑케 / 프레데릭 쿠르트망슈               | 14     | 브로사르 방면 평일 출근 시간대, 샹블리 방면 평일 퇴근 시간대 운행       |
| 488  | 샹블리 (대뇨 - 마르텔) / 브로사르 터미널            | Chambly (Daigneault - Martel) / Terminus Brossard       | 브로사르 브로사르역                      | ← AM→ PM | 샹블리 드 살라베리 / 브라사르                     | 14     | 브로사르 방면 평일 출근 시간대, 샹블리 방면 평일 퇴근 시간대 운행       |
| 552  | 생콩스탕 / 델슨 / 브로사르 터미널                   | Saint-Constant / Delson / Terminus Brossard             | 생콩스탕 생트카트린역                    | → AM← PM | 브로사르 브로사르역                               | 19     | 브로사르 방면 평일 출근 시간대, 생콩스탕 방면 평일 퇴근 시간대 운행     |
| 554  | 델슨 / 브로사르 터미널                              | Delson / Terminus Brossard                              | 델슨 조르주 가녜 터미널                  | ↔        | 브로사르 브로사르역                               | 16     | 델슨 방면 평일 오전 5시 50분부터 오후 6시 20분까지 운행                 |
| 600  | 생트줄리 / 브로사르 터미널                          | Sainte-Julie / Terminus Brossard                        | 브로사르 브로사르역                      | ↔        | 생트줄리 생트줄리 터미널                          | 5      | 생트줄리 방면 평일 오전 6시 20분부터 오후 10시 8분까지 운행             |

## 근처 명소
- 카르티에 DIX30 (Quartier DIX30)
- 브로사르 야외공원 (Centre plein air Brossard)

## 인접한 역
| 몬트리올 광역급행철도     | 몬트리올 광역급행철도 | 몬트리올 광역급행철도 |
| ------------------------- | --------------------- | --------------------- |
| 뒤 카르티에 상트랄역 방면 | 몬트리올 광역급행철도 | 시·종착역             |